# Mario Véner
Mario Fabián Vener Igaña (Tandil, 27 maggio 1964) è un ex calciatore argentino, di ruolo attaccante.

## Carriera
Durante la sua carriera ha giocato con numerose squadre di club, soprattutto in Cile, dove nel 1996, nelle file del Santiago Wanderers, si è laureato capocannoniere della Primera División.